# Státní opera Praha
Státní opera Praha je jedna ze čtyř scén, kterými v současnosti disponuje Národní divadlo v Praze. Působí zde soubory Opery ND a So, také soubor Baletu ND. Budova se nachází na adrese Wilsonova 4, Praha 1. Někdejší německá pražská operní scéna patří k nejvýznamnějším hudebním scénám v Evropě.
Budova stojí v Městské památkové zóně Vinohrady, Žižkov, Vršovice.

## Historie divadelní budovy
Předchůdcem budovy dnešní Státní opery na pozemku někdejší zahrady usedlosti Smetanka bylo v letech 1859–1885 Novoměstské divadlo. Hlavní důvody pro stavbu nové budovy divadla byly dva. Zaprvé, po tragickém požáru vídeňského Ringtheater byla v monarchii výrazně zpřísněna protipožární pravidla, vyžadující úniková schodiště a východy. Těmto požadavkům nevyhovovalo Stavovské divadlo, ve kterém sídlilo Zemské německé divadlo, které zřizoval tehdy ještě českými Němci ovládaný Zemský sněm. Zadruhé, čeští Němci byli v národnostní konkurenci s Čechy, kteří otevřeli velkolepé Národní divadlo. Čeští Němci cítili nutnost se stavbě přinejmenším vyrovnat. Českoněmecký nacionalistický poslanec Franz Schmeykal mluvili o divadlu dokonce jako prostředku „v boji o národní existenci“.

### Nové německé (národní) divadlo (1888-1939)

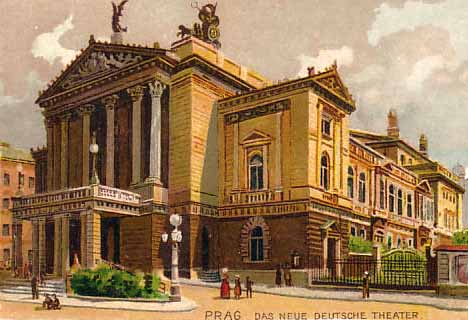
Budova Nového německého divadla

Čeští Němci požadovali, aby „Německé národní divadlo“ financoval Zemský sněm podobně, jako předtím české Národní divadlo. Kvůli skandálu ohledně tajné přípravy a vysokých nákladů ovšem po zásahu Taaffeho vlády ke schválení zemských prostředků nedošlo. Čeští Němci ovšem uspořádali sbírky podobně jako dříve Češi a své národní divadlo postavili ze soukromých peněz (včetně příspěvků od města Jihlavy nebo císaře). Přes silně národnostně vypjatý vznik však budova samotná německou identitu vizuálně zobrazovala jen velmi omezeně, a to bustami tří velikánů (Goethe, Mozart, Schiller) a nápisem na budově.
Architektonické plány byly svěřeny zavedené vídeňské firmě Fellner und Helmer, která přizvala ke spolupráci architekta tamního Burgtheatru Karla Hasenauera. Fellner a Helmer v té době v monarchii už dokončili šest divadel a stavěli zrovna divadla v Brně a Liberci. Vedením stavby byl pověřen pražský architekt Alfons Wertmüller. Plně funkční divadelní budova byla postavena za necelé dva roky. Divadlo zahájilo svou činnost dne 5. ledna 1888.
V budově působila německá opera i činohra. Na místním jevišti se uplatňovali jak ryze německy hovořící činoherní herci, tak i česko-němečtí bilingvní herci.
Během celé první republiky se Nové německé divadlo profilovalo jako liberální. Velkou část herců byli v nějakém smyslu antifašisté. V období narůstajícího nacistického extremismu se další existence divadla stávala nemyslitelnou. Naposledy se v Novém pražském německém divadle hrálo 25. září 1938. Poté Divadelní spolek vypověděl všechny smlouvy a v lednu 1939 prodal divadelní budovu československému státu. Dva měsíce nato došlo k německé okupaci českých zemí a další osud divadla byl již diktován protektorátními mocenskými orgány.

### Německá opera (Deutsches Opernhaus) (1939 až 1944)
Divadlo pod novým názvem sloužilo pro politická shromáždění příslušníků NSDAP a pokud se v něm hrálo, jednalo se o příležitostné hostování souborů ze zahraničí a souboru německé opery z Moravské Ostravy. Počátkem roku 1940 bylo v Berlíně rozhodnuto o částečné renovaci divadelní budovy včetně instalování nového osvětlovacího parku a divadlo se začalo označovat jako Deutsches Opernhaus. Trvalý provoz byl obnoven až v sezoně 1942–1943, kdy zde byl ustaven stálý operetní soubor. Od 28. listopadu 1943 sloužila budova divadla jako dočasné útočiště opery z Duisburgu, která následkem válečných událostí přišla o své působiště v Německu. Od 1. září 1944 byla nařízením protektorátní vlády všechna divadla uzavřena. Personál pražské Německé opery (ze značné části český) byl nasazen do zbrojního průmyslu a divadlo se už do konce druhé světové války ke své činnosti nevrátilo.

### Divadlo 5. května (1945 až 1949)
Radikální změna nastala v květnu 1945, kdy zde skupina mladých divadelníků v čele s Aloisem Hábou, Václavem Kašlíkem a Antonínem Kuršem založila Divadlo 5. května.
První opera uvedená po druhé světové válce 4. září 1945 byli Smetanovi Braniboři v Čechách. Po jedné sezoně si činohra našla jiné působiště a operní a baletní složka se osamostatnila pod názvem Velká opera 5. května. 

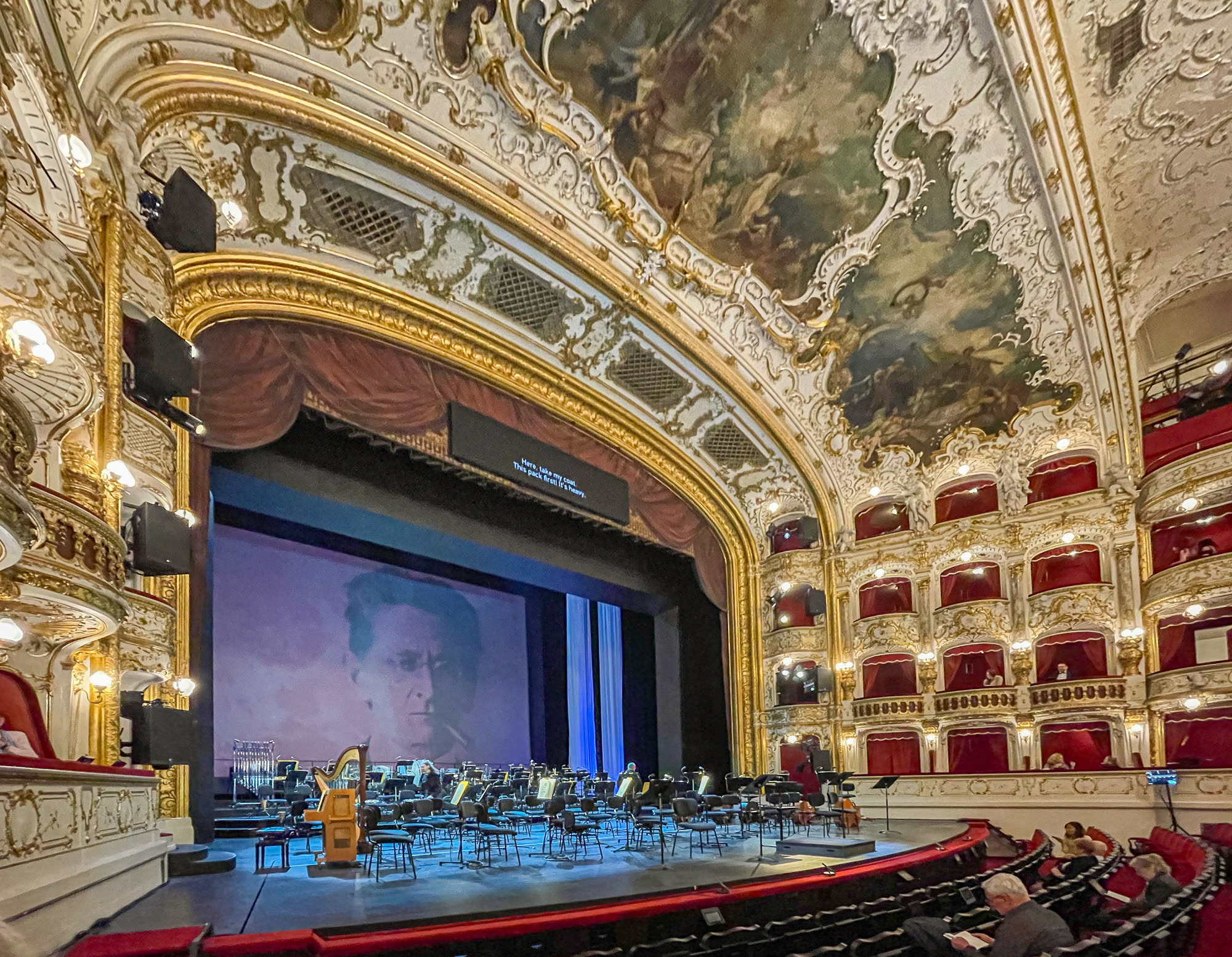
Interiér Státní opery, pohled na jeviště. Závěrečný večer festivalu Musica non grata 2024.

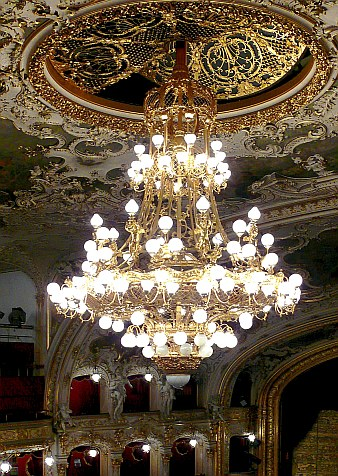
Hlavní lustr Státní opery

Její umělecký program usiloval o vytvoření avantgardní scény, která by představovala protipól ke konzervativněji zaměřenému Národnímu divadlu. Po premiéře Hoffmannových povídek 29. srpna 1946 následovala svérázná podoba do té doby „nedotknutelné“ Prodané nevěsty, dále uvedení Hábovy čtvrttónové opery Matka, Prokofjevových Zásnub v klášteře pod názvem Maškaráda ad. Výsledky práce vzbuzovaly pozornost publika i médií včetně ohlasů ze zahraničí a Velká opera 5. května začala znamenat pro Národní divadlo nežádoucí konkurenci. Nakonec byla usnesením vlády od sezony 1948/49 začleněna do svazku Národního divadla jako jeho třetí scéna. Tak neslavně skončila druhá významná etapa v životě divadla.

### Smetanovo divadlo (1949 až 1992)
Od listopadu 1949 byla budova přejmenována na Smetanovo divadlo. Jevištní dispozice nadále předurčovaly tuto scénu k provádění velkého světového operního repertoáru, významné místo zastával balet. Jistou výhodou sloučení obou pražských operních souborů bylo, že se na přípravě operních inscenací mohli podílet všichni sólisté, dirigenti a režiséři. Ti se však museli často potýkat se značnými organizačními problémy.

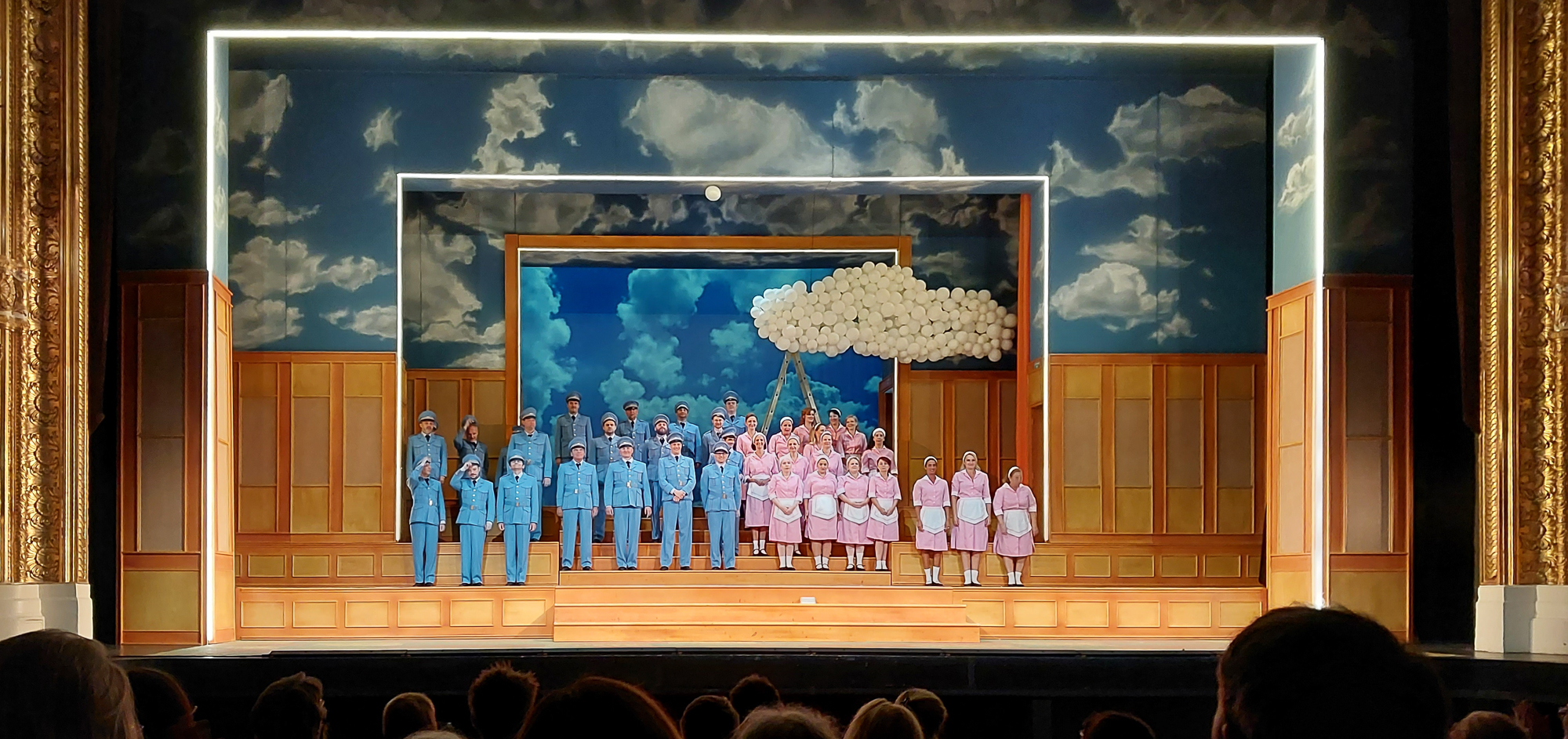
Sbor Stání opery v představení Nápoj lásky G. Donizettiho, 2023

Generální rekonstrukce divadla probíhala v letech 1967–1973 v souvislosti s výstavbou Národního shromáždění a první linky pražského metra. Rekonstrukce se kromě budovy divadla dotkla zásadním způsobem i jeho okolí. Veškerou starší zástavbu směrem k Václavskému náměstí nahradil monumentální kolos Národního (později Federálního) shromáždění, jehož základem se stala budova bývalé plodinové burzy a součástí i moderní administrativní objekt pro divadlo. Domy v Rubešově ulici musely ustoupit nové dopravní tepně a patrovým garážím.
Autory rekonstrukce byli architekti Karel Prager a Jiří Albrecht, vlastní provedení vedl Projektový ústav výstavby Prahy za součinnosti řady československých a zahraničních firem.
V divadle se rekonstrukční práce týkaly především havarijního stavu instalací a zastaralého zařízení scény i hlediště. Modernizace provaziště změnila vnější siluetu divadla, scéna byla inovována za použití v té době nejmodernějších technologií. V hledištní části budovy usilovali autoři zejména o odstranění rozporu mezi luxusem auditoria a prostým řešením přilehlých prostor. Byla instalována nová křesla v řadách odpovídajících optimálním křivkám viditelnosti. Větší pohodlí diváka ale vedlo ke snížení kapacity divadla na 1076 míst. Novou protipožární oponu navrhli akademický malíř Ladislav Vacek a architekt Ladislav Vrátník.
Vedle celkové renovace technického zázemí se rekonstrukce týkala i celého interiéru divadla. V zájmu zvýšení architektonické hodnoty společenských prostor byly nově vyřešeny šatny pro obecenstvo, lóže i chodby byly nově vytapetovány, podlahy dostaly novou mramorovou a kobercovou krytinu. Původní iluminace byla doplněna o nová moderní osvětlovací tělesa. Barevnost interiéru byla laděna do kombinace bílé, červené a zlaté. K celkovému projasnění hlediště přispělo použití světle šedé barvy na konstrukčních částech nových křesel. Citlivě byla zrestaurována veškerá sochařská a štukatérská výzdoba včetně alegorické nástropní fresky. Do hlediště byla vzadu v přízemí zakomponována nová osvětlovací kabina, v pozadí druhého balkonu pak kabina zvuková. Pro špatně slyšící návštěvníky byla zřízena indukční smyčka po obvodu každého pořadí. V průběhu následujících let pak ještě docházelo k dalším dílčím úpravám. Týkaly se přestavby světelného parku, dobudování hereckého a diváckého zázemí a instalace nové podlahy v hledišti.
Repertoár uváděný ve Smetanově divadle poskytl velký prostor české soudobé opeře, jeho páteří však byla významná i méně známá díla světové operní literatury. Značný počet inscenací dosáhl mezinárodního uznání. Kromě toho, pro své velké technické možnosti, bylo divadlo užíváno především pro hostování zahraničních operních, baletních a činoherních souborů a spatřilo také celou řadu světových operních hvězd, které do Prahy přijely. Vrcholné zážitky uchystalo návštěvníkům Velké divadlo z Moskvy (23.–28. května 1973) a Vídeňská státní opera se dvěma představeními Straussovy opery Ariadna na Naxu (25. a 27. dubna 1979) pod taktovkou Karla Böhma a s Editou Gruberovou v roli Zerbinetty.

### Státní opera Praha (po roce 1992)
Po sametové revoluci v listopadu 1989 bylo úsilí o znovunabytí nezávislosti Smetanova divadla nakonec korunováno úspěchem a 1. dubna 1992 byla zřízena Státní opera Praha jako samostatný právní subjekt. Prvním ředitelem se stal Karel Drgáč. Repertoár rozšířil o další stěžejní díla světové operní literatury, jednoznačné uznání kritiky si však dobyl především soustavnou péčí o odkaz 20. století (Alexander Zemlinsky, Hans Krása, Gottfried von Einem). Nový styl práce a zdůrazňovaná orientace na tradice Nového německého divadla se nesetkávaly vždy s porozuměním. Karel Drgáč tak musel – obrazně řečeno – vybojovat řadu bitev, aby vyhrál válku o existenci Státní opery, a zároveň prohrál svou vlastní, když po uplynutí jeho tříletého funkčního období vyšla v roce 1995 z konkurzu na post ředitele vítězně mezzosopranistka Eva Randová. Ani tato pěvkyně se zkušenostmi z nejpřednějších světových scén se nevyhnula za vedení divadla kritice. Její nástupce, akad. arch. Daniel Dvořák, v mnohém navázal na Karla Drgáče. Státní operu Praha chápal jako divadlo, které je třeba začlenit do evropského kontextu, operu jako žánr, jehož rozvoji je nutné napomáhat podporou nových děl. Během jeho čtyř sezon (1998–2002) tak Praha poznala nebývalý počet světových premiér, často velice problematických děl (Dorian Gray, Circus Terra).
Po Dvořákově odchodu na místo ředitele Národního divadla od sezony 2002/2003 jmenoval ministr kultury do čela Státní opery Praha jejího dosavadního správního ředitele Mgr. Jaroslava Vocelku, kterému se povedl plynulý přechod do další sezony. Po finančně náročných Dvořákových projektech se Vocelkovo období vyznačuje střízlivým ekonomickým přístupem a hledáním nezbytných kompromisů mezi uměleckými ambicemi a reálnými možnostmi divadla. Státní opera Praha nadále pokračovala v progresivní dramaturgii, jako například uvádění neprávem opomíjených oper (Treemonisha Scotta Joplina, Dimitrij Antonína Dvořáka, Bohéma Ruggera Leoncavalla, Nížina Eugena d'Alberta) či děl v Česku zcela neznámých (Candide Leonard Bernsteina). 1. ledna 2003 byl spojen operní balet s Pražským komorním baletem v jeden celek – Balet Státní opery Praha.
Za Vocelkova ředitelství také došlo k otevření divadla i významným kulturním a společenským událostem, které pomáhají vylepšit ekonomickou situaci domu. Významnou součástí Státní opery Praha je její dokumentační centrum. Vedle průběžné archivace divadelního dění se zaměřuje zejména na rekonstrukci nedochovaného archivu Nového německého divadla. Státní opera Praha ročně uvede jedno, nanejvýš dvě díla progresivní dramaturgie, většinu repertoáru tvoří inscenace často staré několik desetiletí.
V květnu 2010 byl ředitelem SOP jmenován Oliver Dohnányi. 20. prosince 2010 však na svou funkci rezignoval a ministr kultury pověřil řízením Radima Dolanského. 3. března 2011 ministr kultury Jiří Besser odvolal pověřeného ředitele Dolanského a na jeho místo dosadil Ondřeje Černého, ředitele Národního divadla. Ministerstvo oznámilo plán sloučit baletní a operní soubory obou institucí, s čímž se Radim Dolanský odmítl ztotožnit. Definitivně bylo o sloučení rozhodnuto na přelomu září a října 2011, první fáze procesu byla zahájena k 1. lednu 2012, celá transformace podle plánu skončila v roce 2015. Sloučili se baletní soubory a sólisté, naopak orchestry a sbory obou divadel zůstaly samostatné.
V srpnu 2011 hostila Státní opera koncert britského zpěváka George Michaela, který zde započal svou Symphonica Tour 2011.
V červenci 2016 (posledním představením byla 2. července Pucciniho Turandot) byla opera na základě plánované rekonstrukce obou jejích budov, historické i provozní, zavřena. Původně měla rekonstrukce začít na podzim téhož roku, ale proti výsledku výběrového řízení, které probíhalo v únoru, bylo ze strany soutěžících firem vznešeno několik námitek a začátek rekonstrukce se tak posunul. Její plánované dokončení by mělo být v roce 2018. Soubor Státní opery (orchestr a sbor) působil po dobu rekonstrukce v ostatních budovách Národního divadla, v Hudebním divadle Karlín a v sále Forum Karlín. Během rekonstrukce ve finální hodnotě 1,3 miliardy korun získala budova velkorysé moderní technické zařízení včetně nové točny, zároveň se vizuálně co možná vrátila k původnímu řešení z doby vzniku. 

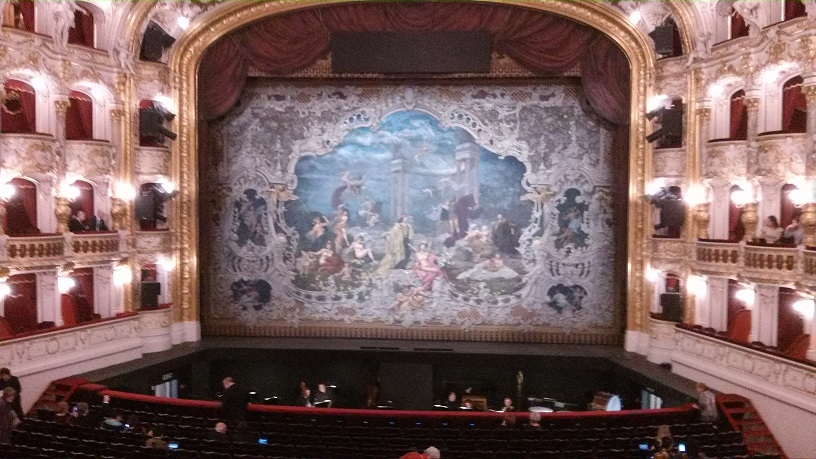
Replika původní opony

Výtvarník a scénograf Martin Černý vytvořil podle staré černobílé fotografie repliku původní opony Eduarda Veitha, která roku 1945 za nevyjasněných okolností zmizela. Barevně je původní Veithova opona zachycena v německém barevném filmu Die Goldene Stadt natáčeném v roce 1942 v Praze. Provoz divadla byl znovu zahájen 5. ledna 2020 (132. výročí původního otevření) slavnostním koncertem orchestru a sboru Státní opery pod vedením jejího hudebního ředitele a dirigenta Karl-Heinz Steffense a v režii Alice Nellis.
V roce 2024 s na scéně Státní opery konal závěrečný večer projektu Musica non grata ve spolupráci Opery Národního divadla s Německým velvyslanectvím v Praze, za podpory Ministerstev kultury a německé spolkové vlády. Zazněly jednoaktové opery Svatá Zuzana Paula Hindemitha a Florentinská tragedie Alexandera von Zemlinského.

## Osobnosti spjaté se Státní operou

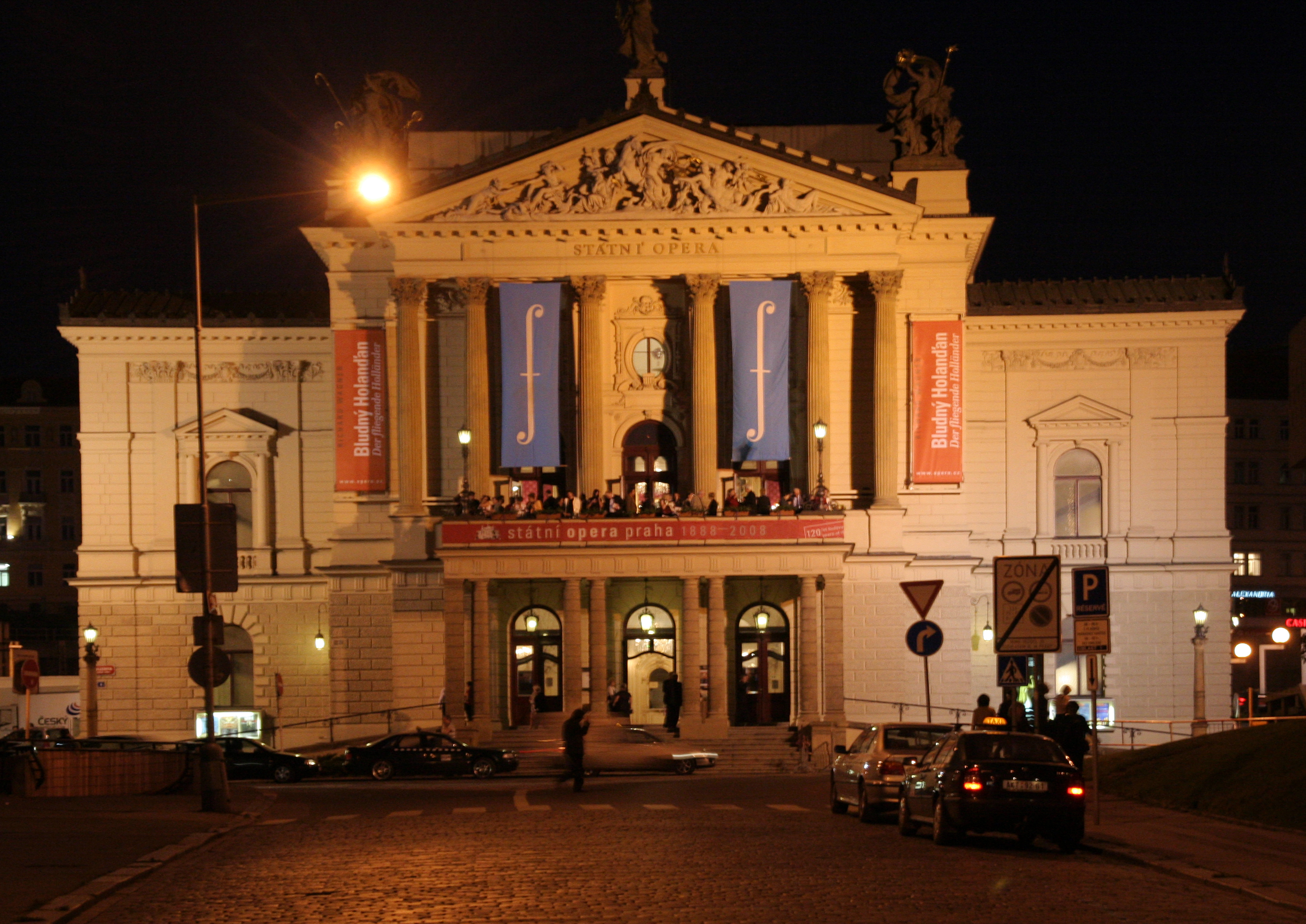
Hlavní vstup do budovy v době konání festivalu Pražské jaro 2008

Od roku 1888, kdy byl zahájen provoz Nového německého divadla, zde působila celá řada umělců světového významu:
- Kurt Baum
- Gabriela Beňačková
- Anda-Louise Bogza
- Karl Böhm
- Johanna Buska
- Emma Calvé
- Enrico Caruso
- John Dew
- Oliver Dohnányi
- Beniamino Gigli
- Edita Gruberová
- Alois Hába
- Hans Hotter
- Maria Jeritza
- Erich Kleiber
- Otto Klemperer
- Selma Kurzová
- Lilli Lehmann
- Gustav Mahler
- Vladimir Matorin
- Nellie Melba
- Maria Müllerová
- Angelo Neumann
- Jelena Obrazcovová
- Anton Seidl
- Heikki Siukola
- Jan Skalický
- Leo Slezák
- Rise Stevens
- Richard Strauss
- George Szell
- Anna Ščekaleva
- Eva Urbanová
- Ľubica Vargicová
- Alexander von Zemlinsky